# 石陵镇
石陵镇，是中华人民共和国广西壮族自治区来宾市兴宾区下辖的一个乡镇级行政单位。

## 行政区划
石陵镇下辖以下地区：
石陵社区、挂榜村、三山村、陆平村、陈村、陈流村、中兴村、全来村、天平村、福山村、感龙村和上球村。